# Kanach Zham

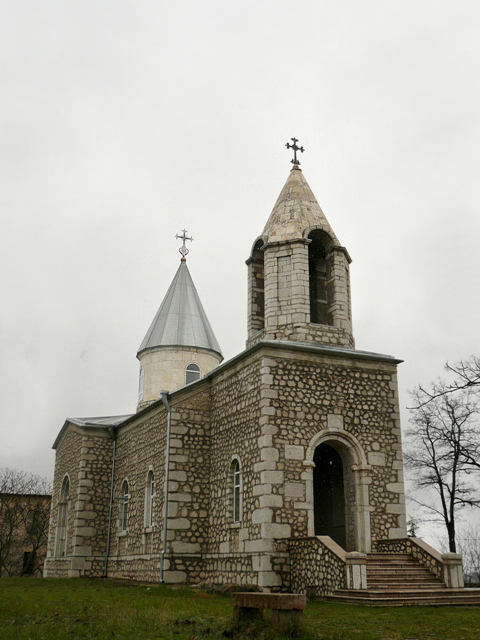
La chiesa Kanach Zham a Shushi

Kanach Zham (anche Verin Tagh), in armeno Կանաչ Ժամ, è una chiesa armena della città di Shushi in Azerbaigian, nella ex repubblica del Nagorno Karabakh.
Letteralmente il suo nome significa "chiesa verde" perché un tempo le sue cupole erano dipinte con tale colore. È anche chiamata Gharabakhtsots così come la vecchia chiesa in legno che i contadini del Karabakh lì avevano costruito precedentemente.
È stata edificata nel 1818 secondo quanto riporta un'iscrizione al suo interno. Ha una pianta cruciforme e presenta interessanti innovazioni architettoniche che la distinguono rispetto alla tradizionale architettura armena.
La chiesa si trova in posizione elevata, sopra la cattedrale di Ġazančec'oc', al centro di una sorta di anfiteatro dal quale si gode la vista dell'intera città sottostante. I suoi campanili slanciati la rendono ben visibile dal basso.
Durante l'amministrazione azera la chiesa era stata adibita a magazzino per la raccolta di acque: una cisterna di metallo posizionata sull'altare lo ha danneggiato irrimediabilmente. Dopo la prima guerra del Nagorno Karabakh e la liberazione della città, la chiesa è stata restituita al culto e sono iniziati lavori di restauro. Nel 1995 una solenne messa di consacrazione è stata celebrata dal Catholicos di tutti gli Armeni Karekin I.
La chiesa è stata parzialmente distrutta nel novembre 2020 da attacchi azeri durante la seconda guerra del Nagorno Karabakh, che hanno provocato il crollo delle torri. Nel 2021 è iniziata la ricostruzione.